# Voyage 34
Voyage 34 è il primo EP del gruppo musicale britannico Porcupine Tree, pubblicato il 2 novembre 1992 dalla Delerium Records.

## Descrizione
Contiene un unico brano della durata di oltre 30 minuti (suddiviso in due parti nell'edizione vinile) originariamente composto durante le sessioni di registrazione del secondo album Up the Downstair, dal quale è stato escluso per questioni di minutaggio.
Nel 2000 Voyage 34 è stato inserito nella raccolta Voyage 34: The Complete Trip insieme alle successive due parti presenti nell'EP Voyage 34 (Remix) del 1993.

## Tracce
Testi e musiche di Steven Wilson.
CD
1. Voyage 34 – 30:04

12"
- Lato A

1. Voyage 34 Phase One – 12:35

- Lato B

1. Voyage 34 Phase Two – 17:29

## Formazione
- Porcupine Tree – programmazione, produzione, strumentazione